# Lothar Bölck
Lothar Bölck (* 27. Januar 1953 in Fürstenwalde/Spree) ist ein deutscher Kabarettist, Autor und Regisseur.

## Berufliches
Bölck, studierter Ökonom, spielte in verschiedenen Kabaretthäusern, so z. B. in den Magdeburger Kugelblitzen, der Leipziger Pfeffermühle und der Magdeburger Zwickmühle.
Bekannt wurde Bölck gemeinsam mit Hans-Günther Pölitz und Rainer Basedow durch die MDR-Kabarettsendung Die drei von der Zankstelle, in der er bis 2006 mitwirkte.
Von Mai 2010 bis zu ihrer Einstellung 2019 führte er gemeinsam mit Michael Frowin durch die neue MDR-Sendung Kanzleramt Pforte D.

## Auszeichnungen
mit der Magdeburger Zwickmühle:
- 1999: Cabinet-Preis
- 2000: Reinheimer Satirelöwe[2]
- 2001: Leipziger Löwenzahn der Lachmesse Leipzig
- 2003: Schweizer Kabarett-Preis Cornichon

als Solist:
- 2006: Reinheimer Satirelöwe
- 2006: Scharfe Barte, Melsungen
- 2008: Goldener Rostocker Koggenzieher
- 2008: Das Schwarze Schaf vom Niederrhein[3]